# Timbres de Polynésie française 2006
Cet article recense les timbres de Polynésie française émis en 2006 par l'Office des postes et télécommunications (OPT).

## Généralités
Les timbres portent les mentions « Polynésie française RF Postes 2006 » (nom de la collectivité / République française / opérateur postal / année d'émission) et une valeur faciale en franc pacifique (XPF).
Ils servent pour affranchir le courrier au départ de ce pays d'outre-mer.

## Légende
Pour chaque timbre, le texte rapporte les informations suivantes :
- date d'émission, valeur faciale et description,
- formes de vente,
- artistes concepteurs et genèse du projet,
- manifestation premier jour,
- date de retrait, tirage et chiffres de vente,

ainsi que les informations utiles pour une émission donnée.

## Janvier

### Porte-bonheur chinois: Fleur de lotus
Le 30 janvier, est émis un timbre de 130 XPF pour le Nouvel An chinois représentant de fleurs de lotus et un bâtiment d'inspiration chinoise.
Le timbre de 36 × 26 mm est dessiné par Cédric Sengues et imprimé en sérigraphie en feuille de 25 exemplaires.

## Février

### Messages du cœur
Le 14 février, jour de la Saint-Valentin, sont émis deux timbres en forme de cœur à 60 XPF (bleu) et 90 XPF (rose).
Les timbres de 36 × 36 mm sont imprimés en héliogravure en feuille de 10 timbres.

## Mars

### Femmes en Polynésie
Le 8 mars, sont émis deux timbres de 60 XPF et 90 XPF sur les « femmes en Polynésie », dans le cadre de la Journée internationale des Femmes. Les deux peintures utilisées représentent une femme assise et une sur une plage.
Réalisé à partir de deux tableaux de Pascale Taurua, les timbres de 26 × 36 mm sont imprimés en offset en feuille de 25 timbres.

## Avril

### Maupiti
Le 26 avril, est émis un timbre touristique de 500 XPF présentant un paysage vu de l'océan de l'île de Maupiti, qui fait partie des îles de la Société. Cette représentation est issue des relevés d'une expédition de 1823 du marquis Ernest de Blosseville. Gravée ensuite à Paris par Ambroise Tardieu, graveur à l'imprimerie De Rémond, elle est présente dans le rapport que rédige Jacques Arago pour l'Académie des sciences
La gravure est issue de la collection de Christian Beslu et regravée par Jacky Larrivière pour une impression en taille-douce. Le timbre de format 48 × 27 mm est conditionné en feuille de 25 exemplaires.

## Mai

### Marquises: les îles Washington
Le 27 mai, sont émis deux timbres et un bloc les regroupant consacrés à l'histoire de la découverte des îles Marquises. L'émission est titrée « Les îles Washington », un des noms donnés à cet archipel par un des premiers marins occidentaux les ayant découverts. Elles sont baptisées Marquises par l'Espagnol Álvaro de Mendaña, dès 1595, puis rapidement visitées par James Cook en 1774. En 1791, Joseph Ingraham, commandant d'un navire de commerce, croit découvrir une nouvelle île et baptise l'île Ua Huka du nom de George Washington, premier président des États-Unis. Par la suite, des cartes désignent le groupe Nord-Ouest des Marquises du nom d'« îles Washington ». Le 60 XPF représente une femme et un homme indigènes et le 130 XPF un navire à voiles du XVIIIe siècle.
Les timbres de 2,6 × 3,6 cm sont illustrés de gravures anciennes et le fond du bloc représente un extrait de cartes marines. Le tout est imprimé en offset en feuille de vingt exemplaires et en bloc de deux timbres différents.
L'émission coïncide avec l'organisation d'une exposition philatélique internationale à Washington, aux États-Unis, du 27 mai au 3 juin.

## Juin

### Scène de la vie quotidienne
Le 6 juin, est émis un timbre de 300 XPF sur une « scène de la vie quotidienne », en l'occurrence le repas festif, accompagné de musique.
L'illustration est une peinture de L. Shesher. Le timbre de format 4,8 × 3,6 cm est imprimé en offset en feuille de dix exemplaires.

### Oiseaux de Polynésie
Le 21 juin, sont émis deux timbres de 250 XPF représentant deux espèces d'oiseaux endémiques et menacées de disparition de l'archipel des Tuamotu. Ce sont le gallicombe de la Société (Gallicolumba erythroptera) et le bécasseau des Tuamotu (Prosobonia cancellata).
Les deux timbres de 3,6 × 2,6 cm sont imprimés en offset en feuille de vingt-cinq unités.

## Juillet

### Heiva
Le 19 juillet, sont émis trois timbres pour l'organisation du 124e heiva à Tahiti, du 1er au 21 juillet 2006. Ils représentent trois des épreuves artistiques et sportives de cette manifestation culturelle polynésienne : les courses de pirogues sur le 90 XPF, le lever de pierre sur le 130 XPF et les danses sur le 190 XPF. Ces dernières épreuves sont pratiquées par les individus des deux sexes, et est représentée par une femme sur le timbre.
Les photographies sont mises en page par l'Office des postes et télécommunications et imprimés en offset. Les timbres de 2,6 × 3,6 cm sont imprimés en feuille de vingt-cinq exemplaires.

## Août

### Frangipanier
Le 23 août, est émis un timbre senteur sur le frangipanier. La photographie choisie montre des fleurs de cet arbre.
Le timbre de 2,6 × 3,6 cm est conditionné en feuille de vingt-cinq exemplaires.

## Septembre

### Journée mondiale du tourisme
Le 22 septembre, à l'occasion de la Journée mondiale du tourisme, sont émis trois timbres de 40, 90 et 130 XPF. Le 40 XPF présente deux tiki de pierre. Sur le 90 XPF, une mère et son enfant regardent une cascade dans la forêt. Le 130 XPF est consacré à l'artisanat local : vêtements, bijou, et chapeaux et paniers en osier.
Les photographies sont de Philippe Bacchet. Les timbres de 2,6 × 3,6 cm sont imprimés en offset en feuille de vingt-cinq.

### Tourisme en Polynésie
Le 22 septembre, à l'occasion de la Journée mondiale du tourisme, est également émis un carnet de douze timbres de 90 XPF illustrés de paysages et sites de Polynésie française, vues naturelles, touristiques, économiques et hôtelières du territoire.
Les timbres sont imprimés en offset.

## Octobre

### Artistes peintres
Le 25 octobre, sont émis quatre timbres reproduisant des œuvres d'artistes peintres polynésiens. Sur le 60 XPF, « le lancer du javelot » dont les participants sont vus de dos, est une peinture de Monique Garnier Bissol. Le 90 XPF présente « la vie du marché », notamment un étal de fruits, réalisé par Albert Luzuy. « Quai des îles » sur le 100 XPF est signé Gilbert Chaussoy, fils de Joseph Chaussoy. Enfin, le portraitiste Olivier Louzé présente une « vahine » vêtu d'un paréo orange et se tenant devant un fond bleu sur le timbre de 190 XPF.
Les quatre œuvres sont reproduites sur des timbres de 2,7 × 4,8 cm horizontaux ou verticaux, imprimés en offset en feuille de dix exemplaires.
Le tirage est de 200 000 timbres pour les trois premiers et 80 000 pour « Vahine ». 20 000 exemplaires de chacun des timbres sont réservés à la vente en France métropolitaine.

## Novembre

### Gauguin
Le 8 novembre, sont émis deux timbres de 60 et 130 XPF reproduisant deux œuvres Paul Gauguin, qui vécut les douze dernières de sa vie dans les archipels polynésiens. Elles ont été réalisées en 1898 et 1899 alors que l'artiste travaille les techniques de gravure sur bois. Le 60 XPF représente des Femmes, animaux et feuillage et le 130 XPF un Porteur de feï.
Les deux estampes conservées au musée des beaux-arts de Reims sont gravées par Claude Andréotto (60 XPF) et Pierre Albuisson (130 XPF). Les timbres de 3,6 × 2,6 cm sont imprimés en taille-douce en feuille de vingt-cinq exemplaires.
L'émission coïncide avec le Salon philatélique d'automne de Paris, du 8 au 11 novembre 2006.

## Décembre

### Dessins d'enfants
Le 13 décembre, est émis un timbre de 90 XPF reproduisant un dessin d'enfant (écrit au pluriel sur le timbre : « dessins d'enfants »). Une femme danse, inscrite dans le soleil.
Le timbre de 3,6 × 2,6 cm est imprimé en offset en feuille de vingt-cinq.

### Sources
- La presse philatélique française, dont les pages nouveautés de l'Écho de la timbrologie et de Timbres magazine,
- le catalogue de vente par correspondance de La Poste française et les brochures de présentation de l'OPT de Polynésie reproduites sur son site internet.